# Lotto (bài hát)
"Lotto" là một bài hát được phát hành vào ngày 18 tháng 8 năm 2016 của nhóm nhạc nam Trung-Hàn EXO cho phiên bản tái phát hành của album phòng thu thứ ba Lotto. Bài hát đã được công ty quản lý SM Entertainment cho phát hành ở cả hai phiên bản tiếng Hàn và tiếng Trung.

## Bối cảnh và phát hành
"Lotto" được sản xuất bởi LDN Noise là một bài hát "hip-hop" được nâng cao bởi Auto-Tune. Bài hát được phát hành vào ngày 18 tháng 8 cùng với album repackage và bắt đầu được EXO biểu diễn trên các chương trình truyền hình âm nhạc của Hàn Quốc vào ngày hôm sau.

## Video âm nhạc
Cả hai video âm nhạc với phần biên đạo của Shit Kingz cho phiên bản Hàn Quốc và Trung Quốc của "Lotto" đều được phát hành vào ngày 18 tháng 8 năm 2016. Video âm nhạc được mô tả là "theo chủ đề sòng bạc" và mở đầu bằng âm thanh của máy đánh bạc. Ngoài việc EXO thực hiện vũ đạo mạnh mẽ của bài hát, trong video còn xuất hiện những cảnh các thành viên đánh bạc, xem chọi gà, đốt tiền và các hoạt động mạo hiểm khác, trước khi họ và một bạn diễn nữ bị đội SWAT hạ gục. Phiên bản tiếng Hàn là video âm nhạc K-pop được xem nhiều thứ mười trên YouTube vào năm 2016.
Vào ngày 8 tháng 12 năm 2018, MV của bản Hàn đã vượt mốc 100 triệu lượt xem trên YouTube.

## Bảng xếp hạng
| Bảng xếp hạng (2016)               | Vị trí cao nhất |
| ---------------------------------- | --------------- |
| Hàn Quốc (Gaon)                    | 2               |
| US World Digital Songs (Billboard) | 1               |

| Bảng xếp hạng (2016) | Vị trí cao nhất |
| -------------------- | --------------- |
| Hàn Quốc (Gaon)      | 14              |

## Lượt mua
| Khu vực          | Lượt mua |
| ---------------- | -------- |
| Hàn Quốc (Gaon)  | 433.633  |
| Hoa Kỳ (Nielsen) | 31.000   |

## Giải thưởng
| Chương trình          | Ngày                     |
| --------------------- | ------------------------ |
| M Countdown (Mnet)    | Ngày 25 tháng 8 năm 2016 |
| M Countdown (Mnet)    | Ngày 1 tháng 9 năm 2016  |
| Music Bank (KBS)      | Ngày 26 tháng 8 năm 2016 |
| Music Bank (KBS)      | Ngày 2 tháng 9 năm 2016  |
| Inkigayo (SBS)        | Ngày 28 tháng 8 năm 2016 |
| Inkigayo (SBS)        | Ngày 4 tháng 9 năm 2016  |
| Show Champion (MBC M) | Ngày 31 tháng 8 năm 2016 |